# Двигательный стереотип
Двигательный стереотип — устойчивый индивидуальный комплекс условно-рефлекторных двигательных реакций, реализуемых в определенной последовательности в обеспечении позно-тонических функций (походку, почерк, осанку).
Как видно из этого определения, основная цель ДС состоит в формировании автоматизма ходьбы, осанки, синергического распределения активности мышц различного назначения в поддерживании позы и двигательной активности, не связанной с профессиональными движениями, а являющейся базой для их реализации. Это индивидуальная пластика, грация, поза, особенности жестикуляции, позволяющие безошибочно узнать знакомого человека по походке, не видя его лица.

## Теория организации движений
Следуя современной теории физиологии, все действия осуществляются на уровне простой рефлекторной дуги: раздражение — рецептор — чувствительный нейрон — сегмент спинного мозга — двигательный нейрон — исполнительный орган — это путь прохождения нервного импульса. Рефлекторную дугу контролируют вышележащие отделы центральной нервной системы (ЦНС). Различают безусловные, врожденные рефлексы, которые «вшиты» в структуру центральной нервной системы. И условные, вновь созданные, которые основаны на «проторении» нервных связей по Павлову.
Двигательный стереотип это набор взаимосвязанных безусловных и условных рефлексов, это определенная программа, которая работает, следуя четкому алгоритму. Например: перемещение центра тяжести приводит к сокращению икроножной мышцы — результат — восстановление положения тела.

Если Павлов создал физиологию элементов действий, то известный советский физиолог, специалист в области биомеханики движения, Николай Александрович Бернштейн создал физиологию, распространяющуюся на высшие формы психической деятельности[источник?]. Если Павлов говорил о проторении нервных связей при образовании условных рефлексов, то в теории Бернштейна речь уже идет о построении сложного действия или навыка (отмечается, что И.П. Павлов выступал оппонентом теорий Н.А. Бернштейна).

"В построении движений участвуют все уровни головного мозга. В стройном и согласованном ансамбле каждый из них ведёт свою партию".
Центральная нервная система устроена иерархично, каждый вышележащий уровень подчиняет себе нижележащий: кора головного мозга, подкорковые — экстрапирамидные структуры, продолговатый мозг, спинной мозг, уровень сегмента спинного мозга и уровень простой рефлекторной дуги.

### Уровни организации движений
1. Уровень «A» — уровень слепого выполнения движений (чистая физиология) обеспечивает настройку тонуса мышц (то есть способность мышц к релаксации, отношения мышц-антагонистов).
2. Уровень «B» — уровень двигательных штампов. Он обеспечивает врожденную особенность моторики (ловкость, грациозность, пластику), а также черновую технику повторяющихся движений (осанку, позу, ходьбу, бег). Собственно на этом уровне формируется так называемая «привычная осанка», то есть осанка, характерная для конкретного человека. Уровень «В» является уровнем неосознанной осанки, уровнем рефлекторной коррекции осанки.
3. Уровень «С» уровень пространственного поля, обеспечивает вписывание двигательных штампов в реальное пространство: Это умение расслабиться по команде, умение напрячь отдельную мышцу, повтор движений по показу, группирование тела, сохранение позы. Для этого используются дистанционные рецепторы (зрение, слух). Применительно к осанке это уровень внешней коррекции: Например, коррекция положения тела педагогом или тренером или коррекция «по показу».

Дефекты уровня «С» хорошо видны в подростковом возрасте. Молодые люди, с плохой моторикой, отличаются неуклюжестью, неумением расслабиться, они с трудом осваивают гимнастические упражнения. Это так называемые «моторные бездари». Специфичен их внешний вид: прогиб поясницы или сутулость, приподнятые и выдвинутые вперед плечи, полусогнутые ноги. Их движения сопровождаются так называемым «двигательным мусором» (то есть ненужными мимикой, жестами, гримасами). Чаще всего такой дефект не связан с их генотипом или с заболеванием нервной системы, а обусловлен незрелостью нервной системы, плохим физическим воспитанием. Отметим, что признаком хорошей осанки является не только правильное выравнивание сегментов тела, но и отсутствие «двигательного мусора», который является признаком плохой моторики.
1. Уровень D — уровень слияния физиологического и психологического, он обеспечивает выработку сложных автоматизмов движения. Это уровень действия, уровень формирования двигательного навыка. На этом уровне формируются профессиональные движения. Применительно к осанке этот уровень отвечает за осознанное группирование тела — т. е осмысленную коррекцию положения тела.
2. Уровень E (смысловой уровень) — обеспечивает смысловую коррекцию всех нижележащих уровней. Здесь формируются такие сложные действия-навыки, как пилотирование самолёта, работа космонавта и другие. На этом уровне осуществляется самоконтроль осанки. Воздействуя на свои мысли, мы можем менять напряжение мышц и, расслабляя мышцы, сознательно корректировать привычную осанку и выработанную годами манеру двигаться. На этом уровне реализуются методы телесно ориентированной психотерапии (психосоматической коррекции) — высший уровень контроля осанки.

Деятельность уровня «В» реализуется через уровень «А», подчиняясь вышележащему уровню С. Уровни A, B и C являются врожденными, безусловными. Однако, в результате сложного взаимодействия, граница между физиологическим и психологическим стирается. Эта граница подвижна. Таким образом, 

сознательное действие, автоматизируясь, переходит в уровень бессознательного, рефлекторного, и наоборот, рефлекторное может приобрести самостоятельное значение, войти в сферу сознания.

 Это важный закон построения движения, он используется при коррекции ходьбы и осанки.
Индивидуально двигательный стереотип формируется под влиянием разнообразных факторов, имеющих отношение к становлению моторики. Эти факторы могут быть закономерными и случайными: вспомним школьника, склонившегося над низким столом и проводящего многие часы учёбы в этой позе, лишенного своевременной педагогической поправки. В последующем накопившиеся двигательные ошибки суммируются с неизменно наступающими возрастными изменениями в осанке подростка, что в итоге способствует фиксации патологической цепи ошибок в формировании осанки, пластики, ловкости. Подобных ситуаций достаточно в профессиональной деятельности, когда люди с правильно сформированной моторикой в нерациональной рабочей позе подвергают ДС проверке на устойчивость с нередкими потерями. Здесь ДС выступает как индивидуальное приобретение моторики.

## Связанные понятия

### Двигательный навык
Двигательный навык — это выработанное вследствие тренировки движение, компоненты которого в значительной степени автоматизированы.
Двигательный навык — основа формирования двигательного стереотипа. Двигательный навык характеризуется словесными «рабочими формулами», которые произносятся мысленно про себя или в виде команд. Эти команды предполагают выполнение определенного движения или физического упражнения. Эти движения многократно повторяются и заучиваются. Так формируется двигательный навык.

### Тренировка
Тренировка — многократное повторение определенных движений, которое приводит к их автоматизации, благодаря чему они становятся более точными, в необходимой степени быстрыми, размеренными по силе и амплитуде, в соответствии с задачей, которая решается при выполнении данного двигательного акта (упражнения). Лишние движения в процессе тренировок устраняются. Автоматизированными двигательными актами у человека являются ходьба, бег и многие трудовые движения (процессы, акты).

### Моторика
Моторикой принято называть совокупность двигательных возможностей. Существует концепция физических качеств как качественно особых базовых сторон моторики, каждое из них измеряется свойственной ему единицей измерения. Таких параметров определено 5: сила, быстрота, выносливость, гибкость, ловкость. Нередко физические качества отождествляют с двигательными. Термином «двигательные качества» обозначают структурно особые максимальные базовые проявления моторности. Имеются в виду максимальные проявления прыгучести отталкиванием одной и двумя ногами, с места и с темпа, различные по структуре удары, сохранение устойчивости своего тела на одной и на двух ногах, на месте и после быстрого перемещения тела, на подвижной и неподвижной опоре и т. д. Необходимо отметить, что и в физическом воспитании, и в спорте непосредственное значение имеют именно двигательные качества, а физические либо моторные функциональные качества развивают только для того, чтобы повысить двигательные качества.